# Kayfabe
Kayfabe /ˈkeɪfeɪb/ är ett uttryck inom fribrottning ("wrestling") som avser upprätthållandet av skådespelet inom brottning och innebär att detta framställs som verklig för att få publiken att uppfatta det som händer i brottningsringen som verkligt och inte som det skådespel i form av händelser under fribrottningsmatcher och i form av historier kring brottarna som är centralt för underhållningsformen. Syftet med kayfabe är att engagera publiken. Brottarna skapar sig ofta figurer särskilt för brottningen och tar sig ett brottningsnamn. Figurerna framställs antingen som onda (heels) eller som goda (faces). Majoriteten av matcherna sker mellan en god och en ond figur. 
Att upprätthålla denna teatraliska dramatik med iscensatta händelser och påhittade historier och figurer så att den ger ett intryck av att vara verklig är vad som menas med kayfabe.
Kayfabe kan exempelvis röra fejder mellan brottare, som att två brottare påstås ha en konflikt eller ogilla varandra, eller påståenden som att två brottare är släkt, kanske bröder, fast de inte är det i verkligheten.